# 8808 Luhmann
8808 Luhmann eller 1981 UH28 är en asteroid i huvudbältet som upptäcktes den 24 oktober 1981 av den amerikanska astronomen Schelte J. Bus vid Siding Spring-observatoriet. Den är uppkallad efter Janet G. Luhmann.
Asteroiden har en diameter på ungefär 9 kilometer och den tillhör asteroidgruppen Hoffmeister.